# Friedrich Adolf Philippi
Friedrich Adolf Philippi (Berlino, 15 ottobre 1809 – Rostock, 29 agosto 1882) è stato un ebraista e teologo tedesco.

## Biografia
Era il figlio di un ricco banchiere ebreo, e un amico della famiglia Mendelssohn.
Si convertì al cristianesimo nel 1829, studiò filosofia e teologia a Berlino e a Lipsia (dove prese anche il PhD 1831), e diventò successivamente un insegnante in una scuola privata a Dresda e al Joachimsthalsche Gymnasium a Berlino (1833).
Nel 1837 conseguì il diploma di ministro luterano, e nel 1838 fu ammesso come Privatdozent alla facoltà teologica dell'Università Humboldt di Berlino.
Nel 1841 fu eletto professore di teologia presso l'Università di Dorpat; e ricevette il grado di D.D. "Honoris causa" dalla Università Friedrich-Alexander di Erlangen-Norimberga nel 1843.

## Opere
- Die Lehre vom Thätigen Gehorsam Christi, Berlino, 1841
- Kirchliche Glaubenslehre, Berlino, 1859 (Volumi 3-4)
- Kirchliche Glaubenslehre, Berlino, 1879 (Volumi 6)
- Commentar über den Brief Pauli an die Römer, Francoforte, 1856
- De Celsi, Adversarii Christianorum, Philosophandi Genere, Berlino, 1868
- Vorlesungen über Symbolik, Gütersloh, 1883